# Завруи
Завруи — деревня в Невельском районе Псковской области России. Входит в состав Усть-Долысской волости.

## География
Расположена к югу от волостного центра, деревни Усть-Долыссы.

## Население
| 2001 | 2002 | 2010 |
| ---- | ---- | ---- |
| 48   | ↗60  | ↘47  |

Численность населения деревни по оценке на начало 2001 года составляла 48 человек.